# Tomasz Fornal
Tomasz Fornal (Cracóvia, 31 de agosto de 1997) é um jogador de voleibol polonês que atua na posição de ponteiro.

## Carreira

### Clube
Fornal começou atuando no UKS 22 Kraków, clube de sua cidade natal. De 2010 a 2013 atuou pelo Hutnik Wanda Kraków. De 2013 a 2016 atuou pela equipe federal do SMS PZPS Spała, após ser emprestado pelo PGE Skra Bełchatów. Ao término da temporada, o ponteiro foi anunciado como o novo reforço do Cerrad Czarni Radom, por onde atuou de 2016 a 2019.
No início de 2020, o ponteiro assinou contrato com o Jastrzębski Węgiel.

### Seleção
Em 2015, a seleção polonesa, incluindo o Fornal, conquistou o título do Campeonato Europeu Sub-19, vencendo a seleção italiana na final por 3 sets a 1.
Participou do Festival Olímpico da Juventude Europeia de 2015 e, em 1º de agosto de 2015, conquistou a medalha de ouro após vencer a seleção búlgara por 3 sets a 0. Em 23 de agosto de 2015, conquistou seu primeiro título do Campeonato Mundial Sub-19. Na final, a seleção polonesa venceu a seleção argentina – anfitriões do torneio – por 3 sets a 2.
Em 2016, Fornal conquistou o título do Campeonato Europeu Sub-20 depois de vencer 7 das 7 partidas do torneio e derrotar a Ucrânia na final. Em 2 de julho de 2017, conquistou o título do Campeonato Mundial Sub-21 após derrotar a seleção de Cuba na final.
Fez sua estreia com a seleção adulta na Liga das Nações de 2019, onde conquistou o terceiro lugar da competição. No mesmo ano ficou com o vice-campeonato na Copa do Mundo de 2019.
Em 2021 o ponteiro foi vice-campeão da terceira edição da Liga das Nações após perder a final para a seleção brasileira. Em setembro do mesmo ano ficou com o terceiro lugar do Campeonato Europeu. No ano seguinte foi terceiro colocado da Liga das Nações e vice-campeão do Campeonato Mundial ao ser derrotado na final pela seleção italiana.
Na decisão do Campeonato Europeu de 2023, Fornal, junto à seleção polonesa, derrotou a seleção da Itália por 3–0 e conquistou o inédito título do Campeonato Europeu de sua carreira.

## Títulos
Jastrzębski Węgiel
- Campeonato Polonês: 2020–21, 2022–23, 2023–24
- Supercopa Polonesa: 2021, 2022

Seleção Polonesa
- Campeonato Europeu Sub-19: 2015
- Campeonato Mundial Sub-19: 2015
- Campeonato Europeu Sub-20: 2016
- Campeonato Mundial Sub-21: 2017

## Clubes
| Anos      | Clube               |
| --------- | ------------------- |
| 2016–2019 | Cerrad Czarni Radom |
| 2019–     | Jastrzębski Węgiel  |

## Prêmios individuais
- 2021: Supercopa Polonesa – MVP
- 2024: Liga das Nações – Melhor ponteiro
- 2024: Torneio Hubert Jerzeg Wagner – Melhor receptor